# Rufe Davis
Pour les articles homonymes, voir Davis.
Rufe Davis est un acteur américain né le 2 décembre 1908 à Vinson, en Oklahoma (États-Unis), mort le 13 décembre 1974 à Torrance (États-Unis).

## Filmographie
- 1937 : Mountain Music (en) : Ham Sheppard
- 1937 : This Way Please : Sound Effects Man
- 1937 : Blossoms on Broadway : Sheriff Jeff Holloway
- 1938 : Big Broadcast of 1938 (The Big Broodcast of 1938) : Turnkey
- 1938 : Doctor Rhythm (Dr Rhythm) de Frank Tuttle: Al (zookeeper)
- 1938 : Noix-de-Coco Bar (Cocoanut Grove) d'Alfred Santell : Bibb Tucker
- 1939 : Ambush : Centerville Sheriff
- 1939 : Some Like It Hot, de George Archainbaud : Stoney
- 1940 : Under Texas Skies  de George Sherman : 'Lullaby' Joslin
- 1940 : Barnyard Follies : Bucksaw Beechwood
- 1940 : The Trail Blazers : Lullaby Joslin
- 1940 : Lone Star Raiders : Lullaby Joslin
- 1941 : West of the Rockies
- 1941 : Prairie Pioneers (en) de Lester Orlebeck : Lullaby Joslin
- 1941 : Pals of the Pecos (en) de Lester Orlebeck (en) : Lullaby Joslin
- 1941 : Saddlemates : Lullaby Joslin
- 1941 : Gangs of Sonora (en) de John English : Lullaby Joslin
- 1941 : Outlaws of Cherokee Trail : Lullaby Joslin
- 1941 : Gauchos of El Dorado : 'Lullaby' Joslin
- 1941 : West of Cimarron : Lullaby Joslin
- 1942 : Code of the Outlaw : Lullaby Joslin
- 1942 : Raiders of the Range : Lullaby Joslin
- 1942 : Les Loups du désert (Westward Ho) de Robert N. Bradbury : Lullaby Joslin
- 1942 : The Phantom Plainsmen : Lullaby Joslin
- 1945 : Radio Stars on Parade : Pinky
- 1945 : Ah, quel scandale ! (George White's Scandals) de Felix E. Feist : Impersonations
- 1948 : The Strawberry Roan (en) de John English : Chuck
- 1949 : Make Mine Laughs : Performer doing animal-sound imitations on-screen
- 1951 : Joe Palooka in Triple Cross : Deputy Kenny
- 1969 : Angel in My Pocket : Old Man